# Rio Shannon
O rio Shannon (Sionainn ou Sionna em irlandês) é o rio mais comprido da Irlanda e das ilhas britânicas. Nasce no condado de Cavan, e percorre cerca de 320 km passando por 11 dos 32 condados da Irlanda. Atravessa algumas importantes cidades como Athlone, Carrick-on-Shannon, Killaloe e Limerick, além de alguns lagos como o Lough Allen, o Lough Ree e o Lough Derg.